# باورهای نادرست عشق
باورهای نادرست عشق (انگلیسی: Myths of romantic love) از دیدگاه یک روان‌شناس به نام کارلوس یلا گارسیا، مجموعه‌ای از باورهای نادرست پذیرفته‌شده در جامعه دربارهٔ ماهیت عشق تعریف می‌شوند. این باورها معمولاً عشق رمانتیک را ذاتاً شامل این موارد می‌دانند: وجود نیمه گمشده، عشق انحصاری، وفاداری جنسی مطلق، حسادت به مثابه عشق، الزام ازدواج، عشق جاودان، برابری مفاهیم عاشقانه، عشق بر همه چیز چیره می‌شود و جهان‌شمول بودن تک‌همسری. همانند همه باورهای کاذب، تحقق کامل این باورها ناممکن است و تلاش برای دستیابی به آن‌ها منجر به رنج می‌شود. این باورها در اصل به عنوان ابزاری برای تداوم مردسالاری شناسایی شده‌اند؛ چرا که پذیرش آن‌ها به تبعیت زنان می‌انجامد. مطالعات نشان می‌دهد اعتقاد به این باورها با این موارد مرتبط است: افزایش پذیرش خشونت بین زوجین و تلقی روابط تک‌همسری دگرجنس‌گرا به عنوان تنها استاندارد مشروع اجتماعی.

## باورها
۹ باور عشق رمانتیک از دیدگاه کارلوس یلا گارسیا به شرح زیر است:
- باور نیمهٔ گمشده: اینکه فردی که برای ازدواج انتخاب شده از پیش مقدر شده و تنها یا بهترین گزینه ممکن بوده است.
- باور انحصارطلبی: یک فرد فقط می‌تواند همزمان نسبت به یک نفر احساس عشق داشته باشد.
- باور وفاداری: لزوم ارضای انحصاری تمامی تمایلات عاطفی، رمانتیک و جنسی فقط با شریک زندگی.
- باور حسادت: حسادت نشانه عشق واقعی است.
- باور ازدواج: عشق پرشور باید به زندگی مشترک پایدار زوجین منجر شود.
- باور عشق جاودان: انتظار تداوم ابدی شور عاشقانه ماه‌های نخست رابطه برای همیشه.
- باور برابری مفاهیم: یکسان‌انگاری عشق واقعی و دوره عاشق‌شدن که اگر پس از مدتی آن آشوب درونی اولیه در رابطه حس نشد، یعنی عشق واقعی وجود ندارد.
- باور توانایی مطلق: باور به عشق بر همه چیز چیره می‌شود و باید صرف نظر از هر اتفاقی که در رابطه می‌افتد، همان‌طور باقی بماند.
- باور تک‌همسری: تک‌همسری امری طبیعی و جهانی است و همیشه و در هر زمان و در هر فرهنگی وجود داشته است.

## تحقیقات

### رفتارهای سوءاستفاده‌آمیز
طبق مطالعات، اعتقاد به این باورها در دو گروه سنی با پیامدهای مشخص مرتبط است: ۱- جوانان ۱۸–۳۰ سال: افزایش احتمال کنترل سایبری شریک زندگی، مانند: دسترسی اجباری به پیام‌ها و ۲- بزرگسالان: افزایش تمایل به توجیه خشونت خانگی.
پژوهشگران در مجله خشونت بین‌فردی یک پرسشنامهٔ علمی ساختند تا میزان اعتقاد مردم به باورهای عاشقانه را اندازه‌گیری کنند. اصلاحات در نهایت منجر به یک پرسشنامه ۱۰ سؤالی شد که در دو عامل گروه‌بندی شده بود: دستهٔ ۱ (آرمان‌گرایی): سوالاتی دربارهٔ انتظارات غیرواقعی از عشق. دستهٔ ۲ (پیوند عشق-خشونت): سوالاتی که خشونت را با عشق توجیه می‌کنند. پاسخ‌ها مشابه بود و ارتباط منطقی با واقعیت داشت. کسانی که نمرهٔ بالایی در این پرسشنامه گرفتند، بیشتر درگیر خشونت رابطه‌ای بودند و کیفیت روابطشان پایین‌تر بود. برای نمونه، اگر کسی همسرش را کنترل نکند، یعنی واقعاً دوستش ندارد؟ پاسخ: «بله» (نمرهٔ بالا در دستهٔ عشق-خشونت) که این شخص احتمالاً کنترل‌گری سایبری را طبیعی می‌داند.
محققان در مطالعه‌ای که در مجلهٔ نوجوانی منتشر شد، ۴۴۸ نوجوان اسپانیایی را بررسی کردند. از این نوجوانان خواسته شد تا پرسشنامه‌های مقیاس درک سوءاستفاده و مقیاس باورها، تصورات غلط و سوءبرداشت‌ها دربارهٔ عشق رومانتیک را تکمیل کنند. نتایج نشان داد رابطه منفی معناداری بین اعتقاد به باورهای عاشقانه و درک شدت رفتارهای سوءاستفاده‌آمیز وجود دارد. در پسران نوجوان، اعتقاد به باور مربوط به مالکیت، وفاداری و انحصارطلبی، با درک کمتر رفتارهای سوءاستفاده‌آمیز مرتبط بود. در دختران نوجوان، اعتقاد به باور مربوط به قدرت مطلق حل مشکلات توسط عشق، با درک کمتر شدت رفتارهای سوءاستفاده‌آمیز همراه بود؛ بنابراین، هر دو گروه پسران و دختران که به برخی از باورهای نادرست عشق رمانتیک اعتقاد داشتند، کمتر متوجه خطر رفتارهای سوءاستفاده‌آمیز بودند.
گروهی از محققان اسپانیایی در مطالعه‌ای که در مجله بین‌المللی تحقیقات محیطی و سلامت عمومی منتشر شد، از شرکت‌کنندگان که نوجوانان بودند خواسته شد پرسشنامه‌ای را پر کنند که نگرش آن‌ها نسبت به عشق و جنسیت را ارزیابی می‌کرد. نتایج نشان داد که شرکت‌کنندگانی که نمره بالایی در «تعصب جنسیتی» داشتند، چه از نوع به ظاهر محبت‌آمیز، مثل زنان موجودات لطیفی هستند که باید حمایت شوند و چه از نوع خصمانه مثل زنان زیردست مردانند، احتمال اعتقاد به باورهای عاشقانه در آن‌ها بیشتر بود. شرکت‌کنندگان صرف نظر از جنسیت در رفتارهای کنترل‌گرانه آنلاین در روابط، هم در نقش کنترل‌گر ظاهر شدند (مثلاً: اصرار بر دسترسی به پیام‌های خصوصی شریک زندگی) و هم در نقش قربانی (مثلاً: تحمل نظارت دائمی شریک بر فعالیت‌های آنلاینشان).

### نقش‌های جنسیتی
گابریلا چرتی، پژوهشگر مطالعات جنسیتی، استدلال می‌کند که برای زنان، ایده‌آل‌سازی‌های ناشی از باورهای عاشقانه آن‌ها را ترغیب می‌کند تا اهداف و آرزوهای دیگر زندگی را نادیده بگیرند و عشق را به‌مثابه میدانی برای فداکاری شخصی و راهی برای کسب هویت ببینند. برای مردان، این باورها عرصهٔ عشق را حیطه‌ای معرفی می‌کنند که تنها مردان آغازگر رابطه باشند و هدایت کامل رابطه پس از شروع با آنها است، در حالی که همزمان حساسیت‌های عاطفی مردان را سرکوب می‌کند.
یافته‌های محققی به نام سانچز-سیسیلیا نشان داد که افراد تک‌همسر و کسانی که هیچ‌گاه رابطه عاشقانه نداشتند، بیشترین اعتقاد را به باورهای عاشقانه داشتند. افراد غیرتک‌همسر و/یا دوجنس‌گرا در مقایسه با افراد دگرجنس‌گرا و همجنس‌گرا، اعتقاد کم‌تری به این باورها نشان دادند.
محققان هرنیا گارسیا و انکارناسیون سوریانو با بررسی افراد در روابط بنفیت دریافتند که این افراد حسادت کم‌تری تجربه می‌کردند، اما اعتقاد به سایر باورهای عاشقانه در آن‌ها به‌اندازهٔ عموم جامعه بالا بود. علیرغم طراحی این روابط برای فرار از انتظارات جنسیتی عشق، اکثر افراد همچنان به‌طور مداوم در معرض باورهای نادرست عشق قرار می‌گیرند و نهایتاً آن‌ها را درونی و می‌پذیرند.